# Henry Palmé
Henry Palmé   (Lund, 4 de setembre de 1907 - Enskede-Årsta-Vantör city district, 2 de juny de 1987) va ser un atleta suec, especialista en curses de fons, que va competir durant les dècades de 1930 i 1940.
El 1936 va prendre als Jocs Olímpics d'Estiu de Berlín, on fou tretzè en la marató del programa d'atletisme.
En el seu palmarès destaca una medalla de bronze en la marató del Campionat d'Europa d'atletisme de 1938, rere Väinö Muinonen i Squire Yarrow, i el campionat nacional de marató de 1934 a 1942 i 1944, cosa que el converteix en l'atleta finlandès que més vegades l'ha guanyat. També guanyà el campionat de cros de 1934 i 1941 i la marató de Londres de 1938 i 1939.

## Millors marques
- Marató. 2h 36' 56" (1939)[1][4]